# Келчев
Келчев (пол. Kiełczew) — село в Польщі, у гміні Малкіня-Ґурна Островського повіту Мазовецького воєводства.
Населення — 733 особи (2011).
У 1975-1998 роках село належало до Остроленцького воєводства.

## Демографія
Демографічна структура станом на 31 березня 2011 року:
|          | Загалом | Допрацездатний вік | Працездатний вік | Постпрацездатний вік |
| -------- | ------- | ------------------ | ---------------- | -------------------- |
| Чоловіки | 377     | 99                 | 237              | 41                   |
| Жінки    | 356     | 68                 | 192              | 96                   |
| Разом    | 733     | 167                | 429              | 137                  |